# Luka Mikulić
Luka Mikulić (* 13. November 1993 in Zagreb) ist ein kroatischer Eishockeyspieler, der seit 2009 beim KHL Medveščak Zagreb unter Vertrag steht und derzeit mit dem Klub in der kroatischen Eishockeyliga und für das Team „Croatia Select“ in der International Hockey League spielt.

## Karriere
Luka Mikulić begann seine Karriere als Eishockeyspieler beim KHL Medveščak Zagreb, in dessen zweiter Mannschaft er ab 2009 in der kroatischen Eishockeyliga spielte und von 2009 bis 2014 in jeder Saison kroatischer Meister wurde. In der Saison 2012/13 wurde er auch in der ersten Mannschaft in der Österreichischen Eishockey-Liga (ÖEHL) eingesetzt. Zwischen 2015 und 2017 spielt er mit Medveščak in der slowenischen Eishockeyliga, die zur Saison 2017/18 in die International Hockey League überführt wurde und deren erste Auflage er mit dem Klub gewinnen konnte. Während der Saison 2018/19 absolvierte er auch einige Spiele für den Klub in der ÖEHL. Seit 2019 spielt er mit dem Klub wieder in der kroatischen Eishockeyliga.

### International
Für Kroatien nahm Mikulič im Juniorenbereich an den U18-Weltmeisterschaften 2009, 2010, als er zum besten Spieler seiner Mannschaft gekürt wurde, und 2011 in der Division II sowie den Division-I-Turnieren der U20-Junioren-Weltmeisterschaften 2011, 2012 und 2013 teil.
Sein Debüt in der Herren-Nationalmannschaft der Kroaten gab er bei den Weltmeisterschaften der Division II 2013, als ihm mit seiner Mannschaft durch den Sieg beim Heimturnier in Zagreb der Aufstieg in die Division I gelang. Dort spielte er dann bei den Weltmeisterschaften 2016 und 2017. Nachdem die Kroaten ohne ihn 2018 abgestiegen waren, spielte er bei den Weltmeisterschaften 2019 und 2023 wieder in der Division II. Zudem vertrat er seine Farben bei den Olympiaqualifikationsturnieren für die Winterspiele 2018 in Pyeongchang und 2022 in Peking.

## Erfolge und Auszeichnungen
- 2010 Kroatischer Meister mit dem KHL Medveščak Zagreb
- 2011 Kroatischer Meister mit dem KHL Medveščak Zagreb
- 2012 Kroatischer Meister mit dem KHL Medveščak Zagreb
- 2013 Aufstieg in die Division I, Gruppe B, bei der Weltmeisterschaft der Division II, Gruppe A
- 2013 Kroatischer Meister mit dem KHL Medveščak Zagreb
- 2014 Kroatischer Meister mit dem KHL Medveščak Zagreb
- 2018 Gewinn der International Hockey League mit dem KHL Medveščak Zagreb

## Statistik
(Stand: Ende der Saison 2022/23)